# 남위 34도
남위 34도는 적도로부터 남쪽으로 34도 떨어진 위선이다. 대서양, 아프리카, 인도양, 오스트랄라시아, 태평양, 남아메리카를 지난다. 
이 위도에서의 일조시간은 하지일 때 14시간 28분, 동지일 때 9시간 50분이다.

## 지나가는 지역
남위 34도선은 본초 자오선에서 동쪽 방향으로 다음 지역들을 지나간다.
| 좌표                                                    | 국가·지역·해역    | 비고                                                       |
| ------------------------------------------------------- | ----------------- | ---------------------------------------------------------- |
| 남위 34° 0′ 동경 0° 0′  / 남위 34.000° 동경 0.000°      | 대서양            |                                                            |
| 남위 34° 0′ 동경 18° 20′  / 남위 34.000° 동경 18.333°   | 남아프리카 공화국 | 웨스턴케이프주 - 케이프타운을 통과 이스턴케이프주          |
| 남위 34° 0′ 동경 25° 41′  / 남위 34.000° 동경 25.683°   | 인도양            |                                                            |
| 남위 34° 0′ 동경 115° 0′  / 남위 34.000° 동경 115.000°  | 오스트레일리아    | 웨스턴오스트레일리아주                                     |
| 남위 34° 0′ 동경 119° 48′  / 남위 34.000° 동경 119.800° | 인도양            |                                                            |
| 남위 34° 0′ 동경 122° 6′  / 남위 34.000° 동경 122.100°  | 오스트레일리아    | 웨스턴오스트레일리아주 - 그랜드내셔널파크곶                |
| 남위 34° 0′ 동경 122° 17′  / 남위 34.000° 동경 122.283° | 인도양            |                                                            |
| 남위 34° 0′ 동경 123° 10′  / 남위 34.000° 동경 123.167° | 오스트레일리아    | 웨스턴오스트레일리아주 - 애리드내셔널파크곶                |
| 남위 34° 0′ 동경 123° 13′  / 남위 34.000° 동경 123.217° | 인도양            | 그레이트오스트레일리아만                                   |
| 남위 34° 0′ 동경 135° 15′  / 남위 34.000° 동경 135.250° | 오스트레일리아    | 사우스오스트레일리아주 - 에어반도                          |
| 남위 34° 0′ 동경 136° 29′  / 남위 34.000° 동경 136.483° | 인도양            | 스펜서만                                                   |
| 남위 34° 0′ 동경 137° 32′  / 남위 34.000° 동경 137.533° | 오스트레일리아    | 사우스오스트레일리아주 뉴사우스웨일스주 - 시드니 남쪽 통과 |
| 남위 34° 0′ 동경 151° 15′  / 남위 34.000° 동경 151.250° | 태평양            | 스리킹스 제도( 뉴질랜드) 알레한드로셀커크섬( 칠레)         |
| 남위 34° 0′ 서경 71° 54′  / 남위 34.000° 서경 71.900°   | 칠레              | 오이긴스주                                                 |
| 남위 34° 0′ 서경 69° 51′  / 남위 34.000° 서경 69.850°   | 아르헨티나        |                                                            |
| 남위 34° 0′ 서경 58° 22′  / 남위 34.000° 서경 58.367°   | 우루과이          |                                                            |
| 남위 34° 0′ 서경 53° 31′  / 남위 34.000° 서경 53.517°   | 대서양            |                                                            |

## 같이 보기
- 남위 33도
- 남위 35도